# Вазіані (Чохатаурський муніципалітет)
Вазіані (груз. ვაზიანი) — село в Грузії.
За даними перепису населення 2014 року в селі проживає 257 осіб.